# Conus traversianus
Conus traversianus is een in zee levende slakkensoort uit het geslacht Conus. De slak behoort tot de familie Conidae. Conus traversianus werd in 1875 beschreven door E.A. Smit. Net zoals alle soorten binnen het geslacht Conus zijn deze slakken roofzuchtig en giftig. Zij bezitten een harpoenachtige structuur waarmee ze hun prooi kunnen steken en verlammen.